# 塔宰魯克
23°25′13″N 6°15′56″E / 23.42028°N 6.26556°E

塔宰魯克（阿拉伯语：‎），是阿爾及利亞的城鎮，位於該國東南部，由塔曼拉塞特省負責管轄，是塔宰魯克區的首府，面積76,125平方公里，海拔高度1,827米，2008年人口4,091，人口密度每平方公里0.05人。